# Johann Christian Rosenmüller
Johann Christian Rosenmüller (ur. 25 maja 1771 w Heßbergu, zm. 28 lutego 1820 w Lipsku) – niemiecki lekarz i anatom.
W nomenklaturze zoologicznej stosuje się skrót Rosenmüller przy oznaczeniu taksonu opisanego przez Johanna Christiana Rosenmüllera, np. Ursus spelaeus Rosenmüller.

## Biografia
Johann Christian Rosenmüller urodził się w Heßbergu w Turyngii 25 maja 1771 roku. Studiował najpierw w Lipsku, następnie w Erlangen. W 1794 roku został mianowany prosektorem w instytucie anatomii w Lipsku. Tytuł doktora otrzymał w 1797 roku. Od 1802 wykładał anatomię i chirurgię. W latach 1804–1809 był też uniwersyteckim lekarzem. Jako student uprawiał speleologię. W 1794 roku opisał niedźwiedzia jaskiniowego. Zmarł 28 lutego 1820 w Lipsku.